# Акинсемойин
Акинсемойин (англ. Akinsemoyin) — Оба (король) Лагоса с 1760 по 1775 год.

## Изгнание в Бадагри
У Акинсемойна возникли разногласия с его братом Обой Габаро по поводу назначения потомков Олофина в качестве вождей, что привело к изгнанию Акинсемоина в Бадагри. В Бадагри Акинсемойн занялся торговлей и наладил отношения с европейскими работорговцами.

## Правление
Около 1760 года Габаро умер и Акинсемойин стал Обой, несмотря на то, что у Габаро был сын, Элету Кекере. Во время правления Акинсемойин учредил торговлю рабами в Лагосе, пригласив португальских и бразильских торговцев рабами, которых он встретил в изгнании в Бадагри. Историк Дж. Ф. Адэ Аджайи утверждал, что Акинсемойин предоставил монополию на работорговлю своим партнерам в Бразилии и Португалии. Со временем Лагос по количеству рабов обогнал порты Вида и Порто-Ново в Бухте Бенина.
Во времена правления Акинсемойна Ига Идунганран был впервые покрыт плиткой, которую преподносили в качестве подарков португальские торговцы рабами.

## Смерть
Акинсемойин умер в 1775 году. Несмотря на то, что у него было 4 сына, его наследником стал Элету Кекере, сын Габаро.
Несмотря на это, согласно отчету о расследовании от 19 сентября 1978 года, проведенному судьей Дж.О. Кассима, у Акинсемойна было шесть признанных сыновей — Садеко, Аморе (Олукокун), Абисако, Жоласун, Гбосеби и Айна Эгбе, а также четыре дочери — Онисиво, Ониру, Олувы и Акогун .

## Наследие
Из 3-х детей Обы Адо — Габаро, Акинсемойина и Элету Кекере, только в линии Акинсемойина до сих пор не было королей. Кроме сына Габаро Элету Кекере, все остальные Обы были прямыми потомками Ологун Кутере. Этот факт в настоящее время является предметом споров и судебных разбирательств, поскольку потомки Акинсемойина оспаривают в суде возведение на престол нынешнего Обы Лагоса, Рилвана Акиолу.